# Kalje
Kalje falu Horvátországban Zágráb megyében. Közigazgatásilag Zsumberkhez tartozik.

## Fekvése
Zágrábtól 40 km-re délnyugatra községközpontjától Kostanjevactól 7 km-re északra a Zsumberki-hegységben fekszik.

## Története
A település templomát 1672-ben építették, 1821-ben bővítették. Plébániáját 1789-ben alapították.
Az 1830-as urbárium szerint 13 háza és 95 lakosa volt. Az 1842-es egyházlátogatás szerint iskoláját 1836-ban alapították, akkor még csak fiú gyermekek számára. Két osztály ugyanabban a teremben tanult, tanítójuk az akkor 40 éves Nikola Blažević volt. A plébános hetente kétszer egy órában tartott hitoktatást. Az egykori iskolaépületben ma a Caritas működik. 1857-ben 114, 1910-ben 211 lakosa volt. A 19. század végén Kalje községközpont lett saját választott képviselő testülettel, jegyzőséggel és csendőrséggel. Tősgyökeres családjai a Colarić, Gundić, Belanić, Šintić, Stinčić, Penić, Bartaković, Juratovac és Delišimunović családok. A mai bolttal átellenben a Delišimunović család házában lakott a II. világháború előtt az orvos és itt volt Pavel Kekić vendéglője és húsboltja. A falu központjában állt boltot Nikola Beg vezette. Trianon előtt Zágráb vármegye Jaskai járásához tartozott. Kalje önkéntes tűzoltóegyletét 1932-ben alapították Nikola Heraković tanító kezdeményezésére 40 taggal. A falunak 2011-ben már csak 17 lakosa volt. Lakói mezőgazdasággal, állattenyésztéssel, szőlőtermesztéssel foglalkoznak.

## Lakosság
| Lakosság változása | Lakosság változása | Lakosság változása | Lakosság változása | Lakosság változása | Lakosság változása | Lakosság változása | Lakosság változása | Lakosság változása | Lakosság változása | Lakosság változása | Lakosság változása | Lakosság változása | Lakosság változása | Lakosság változása | Lakosság változása |
| ------------------ | ------------------ | ------------------ | ------------------ | ------------------ | ------------------ | ------------------ | ------------------ | ------------------ | ------------------ | ------------------ | ------------------ | ------------------ | ------------------ | ------------------ | ------------------ |
| 1857               | 1869               | 1880               | 1890               | 1900               | 1910               | 1921               | 1931               | 1948               | 1953               | 1961               | 1971               | 1981               | 1991               | 2001               | 2011               |
| 114                | 133                | 154                | 195                | 198                | 211                | 189                | 182                | 161                | 164                | 153                | 140                | 86                 | 76                 | 37                 | 17                 |

## Nevezetességei
Mihály arkangyal tiszteletére szentelt római katolikus plébániatemploma középkori eredetű, legrégibb része gótikus. 1672-ben barokk stílusban építették át, 1821-ben bővítették, ekkor kapta mai klasszicista manierista formáját.
Védett épület a Kalovka-patak szurdokában található 19. századi vizimalom. A malom mellett, mely ma is működik, istálló, disznóól és két kisegítő épület található. A tervezés, az építés ideje, a felhasznált anyagok és a rendeltetés alapján az épületek a település és a környék hagyományos építészetének és kulturális örökségének részét képezik.